# Lijst van Tsjechische ministers van Onderwijs, Jeugd en Lichamelijke Opvoeding
Dit is een lijst van ministers van Onderwijs, Jeugd en Lichamelijke Opvoeding van de Tsjechische Republiek.
| Naam               | Begin termijn    | Einde termijn    | Partij                             |
| ------------------ | ---------------- | ---------------- | ---------------------------------- |
| Petr Piťha         | 1 januari 1993   | 27 april 1994    | KDS                                |
| Ivan Pilip         | 2 mei 1994       | 2 juni 1997      | KDS / ODS                          |
| Jiří Gruša         | 3 juni 1997      | 2 januari 1998   | partijloos voor ODS                |
| Jan Sokol          | 3 januari 1998   | 22 juli 1998     | partijloos voor KDU-ČSL            |
| Eduard Zeman       | 22 juli 1998     | 15 juli 2002     | ČSSD                               |
| Petra Buzková      | 15 juli 2002     | 4 september 2006 | ČSSD                               |
| Miroslava Kopicová | 4 september 2006 | 9 januari 2007   | partijloos voor ODS                |
| Dana Kuchtová      | 9 januari 2007   | 4 oktober 2007   | SZ                                 |
| Martin Bursík      | 2 november 2007  | 4 december 2007  | SZ                                 |
| Ondřej Liška       | 4 december 2007  | 8 mei 2009       | SZ                                 |
| Miroslava Kopicová | 8 mei 2009       | 13 juli 2010     | partijloos voor ODS                |
| Josef Dobeš        | 13 juli 2010     | 31 maart 2012    | VV                                 |
| Petr Fiala         | 2 mei 2012       | 10 juli 2013     | onafhankelijk                      |
| Dalibor Štys       | 10 juli 2013     | 29 januari 2014  | onafhankelijk                      |
| Marcel Chládek     | 29 januari 2014  | 5 juni 2015      | ČSSD                               |
| Michaela Marksová  | 5 juni 2015      | 17 juni 2015     | ČSSD                               |
| Kateřina Valachová | 17 juni 2015     | 21 juni 2017     | partijloos voor ČSSD, ČSSD         |
| Stanislav Štech    | 21 juni 2017     | 13 december 2017 | partijloos voor ČSSD               |
| Robert Plaga       | 13 december 2017 | 17 december 2017 | ANO 2011, partijloos voor ANO 2011 |
| Petr Gazdík        | 17 december 2021 |                  | STAN                               |

Minister-president · Arbeid en Sociale Zaken · Binnenlandse Zaken · Buitenlandse Zaken · Cultuur · Defensie · Financiën · Industrie en Handel · Justitie · Landbouw · Milieu · Onderwijs, Jeugd en Lichamelijke Opvoeding · Regionale Ontwikkeling · Verkeer · Volksgezondheid · zonder portefeuille

Voormalige ministeries: 

Informatica